# Helicoconis (Fontenellea) algirica
Helicoconis (Fontenellea) algirica is een insect uit de familie van de dwerggaasvliegen (Coniopterygidae), die tot de orde netvleugeligen (Neuroptera) behoort. 
Helicoconis (Fontenellea) algirica is voor het eerst wetenschappelijk beschreven door Meinander in 1976.